# Constanza Macras
Constanza Macras (Buenos Aires, 1970) è una coreografa argentina, dal 1995 operativa a Berlino.
È una delle coreografe del teatrodanza contemporaneo europeo più apprezzate per l'uso di un linguaggio ironico, provocatorio e irriverente, con il quale nelle sue performance corali racconta la quotidianità e le realtà della vita degli uomini, fatte anche di fobie e paure. È fondatrice della compagnia di danza Dorky Park.

## Biografia
Sin da piccola, Constanza Macras inizia a studiare danza e design della moda a Buenos Aires. Dopo alcuni anni a New York nella scuola di Merce Cunningham, danzatore e coreografo tra i maggiori esponenti della Modern Dance americana, si trasferisce in Europa e approda ad Amsterdam, dove presenta la sua prima coreografia Entertainment Inc.
Nel 1995 si trasferisce a Berlino, dove fonda due anni più tardi la compagnia Tamagotchi Y2K. Nascono, tra il 1998 e il 2000, quattro coreografie che miscelano in unico spettacolo non solo la danza, ma arti e discipline diverse tra cui anche la musica dal vivo. Il primo spettacolo è Wild Switzerland (1998) a cui seguono Face One (1999), In Between e Dolce Vita (entrambi del 2000).
Dal 2001 al 2002 Constanza Macras, in collaborazione con il Sophiensæle (casa di produzione indipendente tedesca per teatro e progetti di danza, fondata tra gli altri dalla coreografa Sasha Waltz) realizza MIR: A Love Story trilogy.
Nel 2002 cura il progetto PORNOsotros, spettacolo in quattro parti diretto da altrettanti registi (prodotto da Schaubühne am Lehniner Platz e Grand Theatre Groningen), che affronta il tema della pornografia.
Nel 2003 la coreografa fonda a Berlino la compagnia Constanza Macras | Dorky Park. La prima produzione è Back to the Present, presentata nella sua versione integrale di sei ore a Kaufhauf Jandorf, un tempo grande magazzino nel pieno centro della Capitale tedesca.
Dopo Back to the present nascono Scratch Neukölln, Big in Bombay, No Wonder e Sure, Shall We Talk About It?.
Per la prima volta in I'm Not the Only One, performance in due parti del 2007, Constanza Macras sceglie di far danzare da soli i ballerini, facendoli spogliare davanti al pubblico delle proprie ansie e paure.
Tra il 2007 e il 2009 realizza e porta in scena Brickland, Hell on Earth, Oedipus Rex e Megalopolis. Quest'ultimo spettacolo le fa vincere nel novembre del 2010 il premio nazionale di teatro tedesco Der Faust come migliore coreografia.
Nel 2010 realizza Offside Rules in co-produzione con il Goethe Institut del Sudafrica e il Market Theatre di Johannesburg, in occasione dei Mondiali di calcio.
Il 2011 è l'anno di Berlin elsewhere, creato per dodici ballerini e due musicisti, che esplora i limiti della segregazione e della pazzia nella nostra società. Lo spettacolo ha fatto parte del programma del Tanzplattform 2012, festival di danza che si è svolto a Dresda dal 23 al 26 febbraio scorsi.
Sempre del 2011 è Here/After. Lo spettacolo, per quattro danzatori e un musicista, affronta il tema dell'agorafobia e scava nella sensazione di grande disagio che provano i protagonisti per gli spazi aperti e non familiari.
Open For Everything (2012), ideata insieme a performers e musicisti rumeni, pone l'attenzione proprio sulla condizione del popolo dell'Est in Europa. Branches: The Nature of Crisis (2012), che esplora il rapporto tra il mondo urbano e la favola rurale, ha debuttato al London 2012 Festival ed è stato seguito l'anno successivo dallo spettacolo "Forest: The Nature of Crisis" (2013).
The Past (2014) è l'ultima creazione della Macras tra la danza e il teatro. Presentata in anteprima il 7 e l'8 novembre al Festspielhaus Hellerau di Dresda, debutterà il 27 novembre al Schaubühne am Lenhniner Platz di Berlino.

## Constanza Macras in Italia
Apprezzata dalla critica italiana , Constanza Macras partecipa con Back to the present e Big in Bombay alle edizioni 2005 e 2006 della rassegna Equilibrio, Festival della nuova danza all'Auditorium Parco della Musica di Roma.
Nel luglio del 2006 è in scena al Teatro comunale di Bolzano con Sure, Shall We Talk About It?.
Nel 2007 torna all'Auditorium Parco della Musica di Roma all'interno della rassegna Equilibrio Oltre con I'm Not the Only One e presenta Sure, Shall We Talk About It? al Festival Red di Reggio Emilia.
Nel febbraio 2008 ha presentato Brickland al Teatro comunale di Ferrara.
Berlin elsewhere è stata presentata il 29 ottobre 2011 al Teatro stabile di innovazione del Friuli Venezia Giulia di Udine.
Here/After fa parte del programma del Roma-Europa Festival 2012 di Roma. Lo spettacolo è andato in scena al Teatro Eliseo dal 5 al 7 ottobre.
La coreografa il 18 settembre 2013 ha presentato a Roma il lavoro svolto con la scuola itinerante di alta formazione teatrale École des Maîtres fondata da Franco Quadri dal titolo 1991: a science fiction about Central Asia .